# Армія Катеринославського району
Радянська Революційно робітничо-селянська армія Катеринославського району – повстанська армія створена на початку грудня 1918 з повстанських загонів Катеринославщини.

## Історія
На початку грудня 1918 року, з розрізнених радянських повстанських загонів  які діяли в Новомосковському Павлоградському і Бахмутському повіті була створена Південно-Східна армія, яку в подальшому було перейменовано Радянську Революційно робітничо-селянської армії Катеринославського району,  якою керував Залізничний ревком,. Через те що повстанці займали територію не тільки залізниці але і навколишніх міст і сіл то з'явилася необхідність реформувати управління загонами. 
У Гришиному був створений Польовий штаб Південно-Східної армії і усі загони були переформували в полки а батальйони в спеціальні загони. На з'єднання з армією йшли загони Дружківки, Краматорська й Юзівки. Головнокомандувачем було призначено Колос Григорій Оксентійович .
Інші частини діяли в Катеринославському напрямі і готували наступ на Катеринослав. 26 грудня 1918 року на засіданні Катеринославського губернського ревкому командиром Радянської Революційно робітничо-селянської армії Катеринославського району був призначений Нестора Махно, а Колос став його підпорядкованим. 27 грудня РРАКр разом з загонами РПАУ під загальним командуванням Н. Махно почали штурм Катеринослава і зайняли його.
Після того як 31 грудня махновці зазнавши великих втрат під час відступу з Катеринослав не тільки з боку Армії УНР, але і з боку більшовицьких загонів які стріляли в спину махновцям і заважали їм евакуюватися Махно розірвав усі відносини з більшовиками. 
У Новомосковську 1 грудня 1919 відбулося засідання Катеринославського губернського ревкому на якому командувачем армією замість Махно був призначений Колос. На підконтрольній території Колос почав роззброювати махновські загони. На початку січня Махно розірвав усі відносини з більшовиками і крайньою північною межею його впливу була річка Самара за якою діяли більшовицький загони.
На станції Синельникове на початку січня стався конфлікт між РПАУ і РРАКр.
Після з'їзду південного фронту РПАУ в Пологах 3 січня 1919 року, було ухвалено рішення розвинути наступ на північній ділянці де діяли частини РРАКр і влити їх до складу РПАУ, на станції Гришине відбувся інцидент більшовики заарештували командира місцевих махновців Петренко після чого махновці розігнали більшовицький штаб і почали повсюдно їх ліквідувати. 
Після цього випадку в Гришине пройшло зібрання більшовицький активістів на якому було ухвалено рішення вивести радянські загони в Синельникове де продовжити їх формування з Гришинської ділянки у Синельникове було перекинуто 4000 бійців.
У Синельниковому Олександр Єгоров скликав нараду на якому обговорювалося реформування штабу армії і подальші дії. На зборах підтвердили керівництво Колоса над армією, було ухвалено рішення підпорядкувати  махновські частини, і почати наступ на Нижньодніпровськ для занятті його, як бази наступу на Катеринослав.
Також трохи пізніше було ухвалено рішення розвинути наступ у Лозівському напрямку командиром ділянки було призначено Данченко. 
У 10 числах січня махновці зайняли Павлоград і розігнали всі більшовицькі установи начальник гарнізону Котов забравши 8 мільйонів карбованців приєднався до РПАУ і з частиною бійців пішов в Гуляйполе, після цього в місто зайшли більшовики. У місті був заарештований махновець Миргородський. У цих же числах махновці захопили зброю які везли з Лозової в Павлоград більшовики. У зайнятому більшовиками Павлограді відбулися збори парт активу який ухвалив рішення частини працівників піти в підпілля до Катеринославу. Також було вирішено обкласти місто контрибуцією почати конфіскації майна в місті, і почати активну боротьбу з анархістами і есерами. Павлоградському ревкому було дано вказівки почати продрозкладку в повіті.
У театр на мітинг зібрали бійців Павлоградського полку, які вороже були налаштовані до прибулих частин більшовиків, вони заявили "навіщо ви до нас приїхали, ми селяни взяли своє повітове місто встановили в ньому свою владу, а ви привезли шахтарів". Більшість повстанців Павлограду підтримували РПАУ.
Не витримавши наступу Армії УНР РРАКр в кінці січня покинула Синельникове, Лозову, Новомосковськ і продовжували відступати. Штаб армії знаходився в Павлограді.
14 січня 1919 року командування Армії УНР висунуло ультиматум повстанцям покинути Павлоград. В цей же день Колосу прийшла телеграма від Клепача командира Гришинської ділянки, що він отримав ультиматум звільнити Гришинський район.
У 20 числах січня частини РРАКр  перейшли в наступ.
До приходу Червоної армії частини тримали фронт підлогу лінії  Петриківка, Губиниха, Юр'ївка, Самійлове, Самійлівка, Олександрівка, Сергіївка, Костянтинівка, Очеретине, Селидове, Красногорівка, Благодатне, Олександрівку, Царекостянтинівці, Оріхове, Жеребець, Михайлівки, Роздори, Зайцеве, Знам'янки.
В кінці січня 1919 частин РРАКр увійшли в підпорядкування Павла Дибенко.

## Тактика
Армія використовувала тактику "малої війни" через свою малу чисельність, головною метою загонів було завдати побільше шкоди противнику. Повстанські загони користувалися маскуванням, несподіваними наскоками на противника, швидко змінювали місце розташування при цьому використовували усі наявне засобу пересування, використовували для нальотів маловідомі дороги, ліси, очерети. Всі частини були пристосовані до швидкого пересування на бричках-тачанках, верхи на конях. Також використовували лінії залізниць.

## Система управління
- Штабом армії був Катеринославський губернський штаб і Гришинський ревком якому підкорявся Польовий штаб Південно-Східної армії
- Полк
- Особливо діючі батальйони
- Спеціальні команди

### Склад штабу
- командир групи і польового штабу - Колос до 30 грудня 1918, З 1 січня 1919 .  З 30 по 31 грудня 1918 Махно Н.
- начальник оперативної частини і командир ударної групи - прапорщик Тесленко
- начальник розвідки і комісар особливих доручень - Максименко
- начальник постачання Коськов
- ад'ютант штабу Іванов

З січня 1919
- головнокомандувач Колос
- зам. головнокомандувача інспектор військ Горбенко
- начальник штабу Данченко
- начальник оперативного відділу Каверо-Чарий
- начальник постачання і член РВС Сидоренко
- начальник політвідділу Масленок
- начальник НК і розвідки Маліванов

### Командири полків
- 1-й піхотний полк - Топчій
- 2-й піхотний полк - Поднозов
- 3-й піхотний полк  - Курочкін
- 4-й піхотний полк - Тищенко
- 5-й кавалерійський зведений полк - Бовой
- 6-й зведений піхотний полк - Мотуз
- 7-й піхотний полк
- 8-й зведений піхотний полк - Клепач
- 9-й піхотний полк
- 10-й піхотний полк - Соколовський
- 11-й піхотний полк - Панченко
- 12-й особливий батальйон
- Бронегруппа
- 14-й особливий полк - Лантух
- Кліпенко
- Горбенко
- Луценко
- Рибін
- Бова та інші[1]